# Stadion Miejski w Tovuzie
Stadion Miejski – stadion piłkarski w Tovuzie, w Azerbejdżanie. Został otwarty 5 września 1979 roku. Może pomieścić 6334 widzów. Swoje spotkania rozgrywają na nim piłkarze klubu Turan Tovuz.